# Fator P
O fator P, também conhecido como efeito de pá assimétrica e efeito de disco assimétrico, é um fenômeno aerodinâmico experimentado por uma hélice em movimento, em que o centro de impulso da hélice se move para fora do centro quando a aeronave está em um alto ângulo de ataque. Essa mudança na localização do centro de empuxo exerce um momento de guinada na aeronave, fazendo com que ela guine ligeiramente para um lado. É necessário um comando do leme para neutralizar a tendência de guinada.

## Causas
Quando uma aeronave voa em velocidade de cruzeiro em voo nivelado, o disco da hélice fica perpendicular ao fluxo de ar relativo através da hélice. Cada uma das pás da hélice entra em contato com o ar no mesmo ângulo e velocidade, de maneira que o impulso produzido é distribuído uniformemente pela hélice.
Contudo, em velocidades mais baixas, a parte frontal (nariz) de uma aeronave é inclinada um pouco para cima, com o disco da hélice ligeiramente girado em direção à horizontal. Isso tem dois efeitos. Primeiro, as pás da hélice ficam mais para a frente quando estão na parte de baixo, e mais para trás quando estiverem na posição de cima. Ao se mover para baixo e para frente (para rotação no sentido horário, da posição de uma hora para a posição de seis horas quando vista da cabine), a pá da hélice adquire uma velocidade de avanço maior. Isso aumenta a velocidade da pá, de modo que a pá descendente produz mais impulso. A pá da hélice que se move para cima e para trás (da posição de sete horas para a posição de 12 horas) tem sua velocidade de avanço reduzida, portanto uma velocidade no ar menor do que a pá que desce e menor empuxo. Essa assimetria desloca o centro de impulso do disco da hélice em direção à pá com o aumento do impulso.
Em segundo lugar, o ângulo de ataque da pá descendente aumenta e o ângulo de ataque da pá ascendente diminui, devido à inclinação do disco da hélice. O maior ângulo de ataque da pá descendente acaba produzindo mais impulso.
Observe que o aumento da velocidade de avanço da pá descendente na verdade reduz seu ângulo de ataque, mas isso é superado pelo aumento do ângulo de ataque causado pela inclinação do disco da hélice. No geral, a pá descendente tem maior velocidade no ar e maior ângulo de ataque.
O fator P é maior em ângulos de ataque altos e alta potência, como ocorre durante a decolagem ou em voo lento.

## Efeitos

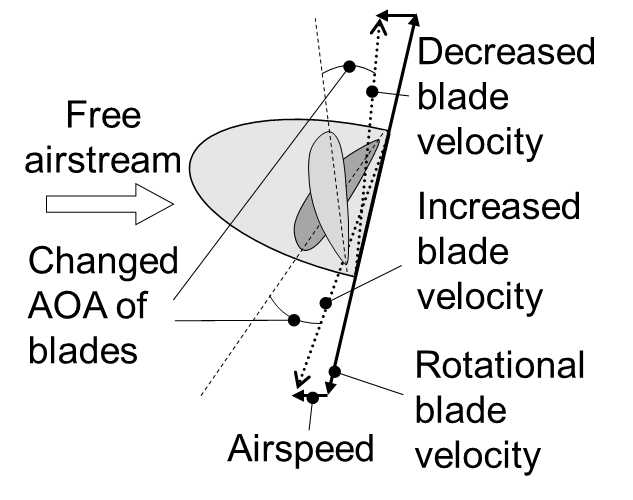
Mudança de velocidade relativa e impulso das pás da hélice que sobem e descem com ângulo de ataque crescente

### Aeronave monomotora a hélice
Se a hélice estiver girando no sentido horário (conforme visto pelo piloto), a aeronave apresentará uma tendência a guinar para a esquerda ao subir e para a direita ao descer, de modo que esse tipo de hélice que gira no sentido horário é a mais comum. A guinada é perceptível ao adicionar potência, embora tenha causas adicionais, incluindo o efeito de fluxo em espiral. Em uma aeronave de asa fixa, geralmente não há como ajustar o ângulo de ataque das pás individuais das hélices; portanto, o piloto deve lidar com o fator P e usar o leme para neutralizar a mudança de empuxo. Quando o avião está descendo, essas forças são invertidas. O lado direito descendente da hélice se move ligeiramente para trás com menor ângulo de ataque, e o lado esquerdo ascendente da hélice se move ligeiramente para frente com maior ângulo de ataque. Esse empuxo assimétrico faz com que o avião puxe para a direita e o piloto use o leme esquerdo para compensar. O fato da tendência de tração esquerda-direita se inverter ao descer mostra que as diferenças no ângulo de ataque nos lados esquerdo e direito da hélice superam outros efeitos, como a corrente de ar em espiral. Logo, se a corrente de ar em espiral fosse o fator dominante, o avião sempre puxaria para a esquerda e não para a direita ao descer.
Os pilotos antecipam a necessidade de mover o leme alterando a potência do motor ou o ângulo de inclinação (ângulo de ataque) e compensam movendo o leme para a esquerda ou para direita, conforme necessário.
As aeronaves com roda traseira apresentam maior fator P durante a rolagem no solo do que aeronaves com trem de pouso triciclo, devido ao maior ângulo do disco da hélice em relação à vertical. O fator P é insignificante durante a rolagem inicial no solo, mas fornece uma tendência pronunciada de nariz para a esquerda durante os estágios posteriores da rolagem no solo à medida que a velocidade de avanço aumenta, principalmente se o eixo de empuxo for mantido inclinado em relação ao vetor da trajetória de voo (por exemplo, roda traseira em contato com a pista). O efeito não é tão aparente durante o pouso, uma vez que a potência é relativamente baixa (RPM da hélice). Entretanto, se o acelerador for repentinamente avançado com a roda traseira em contato com a pista, então é prudente antecipar essa tendência do nariz para a esquerda.

### Aeronave multimotor a hélice

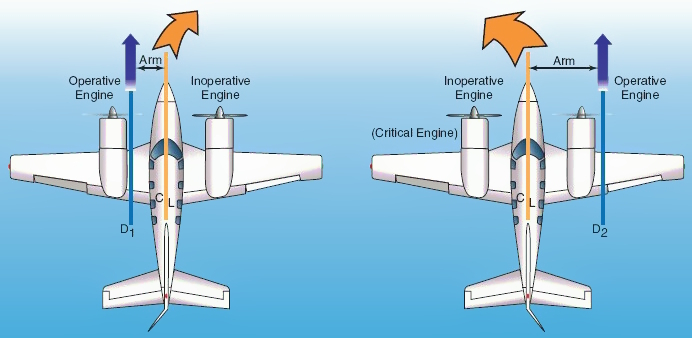
O motor direito em operação produzirá um momento de guinada mais severo em direção ao motor morto, tornando assim crítica a falha do motor esquerdo.

Para aeronaves multimotoras com hélices contrarrotativas, os fatores P de ambos os motores são cancelados. Entretanto, se ambos os motores girarem na mesma direção, ou se um deles falhar, o fator P causará uma guinada. Assim como acontece com aeronaves monomotoras, esse efeito é maior em situações em que a aeronave tem alta potência e um alto ângulo de ataque (como na subida). O motor com as pás que se movem para baixo em direção à ponta da asa produz mais guinada e rotação do que o outro motor, porque o momento (braço) do centro de empuxo desse motor em relação ao centro de gravidade da aeronave é maior. Assim, o motor com pás descendentes mais próximas da fuselagem será o "motor crítico", porque sua falha e a dependência associada do outro motor exigirão uma deflexão do leme significativamente maior por parte do piloto para manter o voo reto do que se o outro motor tivesse falhado. Portanto, o fator P determina qual motor é o motor crítico. Para a maioria das aeronaves (que têm hélices girando no sentido horário), o motor esquerdo é o motor crítico. Para aeronaves com hélices contrarrotativas (ou seja, que não giram na mesma direção), os momentos do fator P são iguais e ambos os motores são considerados igualmente críticos.
Com os motores girando na mesma direção, o fator P afeta as velocidades mínimas de controle (VMC) da aeronave em voo assimétrico. As velocidades publicadas são determinadas com base na falha do motor crítico. As velocidades mínimas de controle reais após a falha de qualquer outro motor são menores (mais seguras).

## Helicópteros
O fator P é extremamente significativo para helicópteros em voo para a frente, porque o disco da hélice é quase horizontal. A pá que avança tem uma velocidade maior do que a pá que recua, por isso produz mais sustentação, o que é conhecido como dissimetria de sustentação. Os helicópteros podem controlar o ângulo de ataque de cada pá de forma independente (diminuindo o ângulo de ataque da pá que avança e aumentando o ângulo de ataque da pá que recua) para manter a sustentação do disco do rotor equilibrada. Se as pás do rotor não fossem capazes de mudar independentemente o seu ângulo de ataque, um helicóptero com pás do rotor girando no sentido anti-horário rolaria para a esquerda quando em voo para a frente, devido ao aumento da sustentação no lado do disco do rotor com a pá avançando. A precessão giroscópica converte isso em um passo para trás conhecido como "flapback".
A velocidade característica (VNE) de um helicóptero será escolhida em parte para garantir que a pá que se move para trás não pare.